# 18 octobre 1960
Le mardi 18 octobre 1960 est le 292e jour de l'année 1960.

## Naissances
- Anatoly Avdeyev, pentathlonien russe
- Béatrice Bourges, militante française
- Craig C. Mello, scientifique américain
- Denis Olivennes, haut fonctionnaire et chef d'entreprise français
- Doug Lidster, joueur et entraîneur de hockey sur glace canadien
- Erin Moran (morte le 22 avril 2017), actrice américaine
- Ildikó Gulyás, joueuse hongroise de basket-ball
- Jean-Charles Allavena, homme politique monégasque
- Jean-Claude Van Damme, acteur belge
- John Millen, skipper canadien
- Marcus Mattioli, nageur brésilien
- Michel Bourdoncle, pianiste français
- Peter Malama (mort le 22 septembre 2012), politicien suisse
- Richard Sandoval, boxeur américain
- Yves Chiron, essayiste, journaliste et historien français

## Décès
- Coriolano Alberini (né le 27 novembre 1886), philosophe argentin

## Événements
- Sortie du film américain Les Dix Audacieux
- Le FBI estime à 300 000, le nombre d'espions communistes au travail dans le monde.